# Trevor Morgan
Trevor John Morgan (Chicago, 26 novembre 1986) è un attore statunitense.

## Biografia

### Prima infanzia
Figlio di Linda Borrasso e Joseph Morgan, un agente immobiliare, ha due fratellastri, Joe e Matt e una sorellastra, Jennifer. La sua famiglia si è trasferita nella Contea di Orange, dove ha frequentato la Laurel Springs School per intraprendere una carriera da attore.

### Carriera
Morgan fu notato all'età di sei anni. Un direttore di casting lo vide e chiese a sua madre se fosse interessata a fargli prendere parte ad un provino. Morgan è stato il giovanissimo volto di alcuni noti spot pubblicitari a partire dall'età di 6 anni, apparendo in svariate pubblicità per la McDonald's e la Cheerios.
Ha ottenuto parti di rilievo in film di successo internazionale quali The Sixth Sense - Il sesto senso, insieme ad Haley Joel Osment, Il patriota, affiancato da altri giovani attori di talento quali Gregory Smith, Logan Lerman e Bryan Chafin del Jurassic Park III. Insieme ad Osment l'attore ha lavorato anche sul set del film Il ricordo di un aprile, mentre insieme a Lerman ha recitato anche in The Flannerys.
Tra i numerosi film e serie televisive Morgan ha preso parte a Family Plan - Un'estate sottosopra con il giovane attore Zachary Browne, Prigione di vetro in cui si è distinto ancora una volta, nella parte di un orfano in un drammatico contesto familiare, Un sogno, una vittoria con Angus T. Jones, Mean Creek quest'ultimo con Rory Culkin (fratello dei più celebri Macaulay e Kieran Culkin) oltre che con Ryan Kelley, The Prize Winner of Defiance, Ohio con Michael Seater e Off the Black - Gioco forzato con Noah Fleiss. Insieme a Rory Culkin ha recitato ancora in Chasing 3000.
Notevole anche la sua interpretazione in alcuni episodi di E.R. - Medici in prima linea di cui colpisce l'intensità con cui ha impersonato un bambino malato di cancro.

### Vita privata
Amante della musica (suona la chitarra) e di sport quali il basketball, il baseball e l'hockey su ghiaccio.

## Filmografia

### Cinema
- Family Plan - Un'estate sottosopra (Family Plan) (1998)
- Barney - La grande avventura (Barney's Great Adventure) (1998)
- The Sixth Sense - Il sesto senso (The Sixth Sense), regia di M. Night Shyamalan (1999)
- Il patriota (The Patriot) (2000)
- A Rumor of Angels - La voce degli angeli (2000)
- Il ricordo di un aprile (I'll Remember April) (2000)
- Jurassic Park III (2001)
- Prigione di vetro (The Glass House) (2001)
- Un sogno, una vittoria (The Rookie) (2002)
- Uncle Nino (2003)
- Mean Creek (2004)
- The Prize Winner of Defiance, Ohio (2005)
- Local Color (2006)
- Off the Black - Gioco forzato (2006)
- Homeland Security (My Mom's New Boyfriend) (2008)
- Chasing 3000 (2010)
- McCanick, regia di Josh C. Waller (2013)
- Due estranei (Two Distant Strangers), regia di Travon Free e Martin Desmond Roe (2020) - cortometraggio

### Televisione
- Jarod il camaleonte (The Pretender) - serie TV, episodio "Un uomo innocente" ("Prison Story") (1997)
- Baywatch - serie TV, episodio "L'angelo custode" ("Life Guardian") (1997)
- Il tocco di un angelo (Touched by an Angel) - serie TV, episodio "?" ("An Angel by Any Other Name") (1997)
- E.R. - Medici in prima linea (ER) – serie TV, 5 episodi (1998)
- Una stella a quattro zampe (In the Doghouse) – film TV (1998)
- Genio incompreso... ma non troppo (Genius), regia di Rod Daniel – film TV (1999)
- The Flannerys - film TV (2003)
- CSI: Miami - serie TV, episodio "L'insospettabile" ("Cop Killer") (2005)
- Empire Falls - Le cascate del cuore (Empire Falls) - miniserie TV (2005)
- Reno 911! - serie TV, episodio "The Prefect of Wanganui" (2005)
- Law & Order: Criminal Intent - serie TV, episodio "Inferno" ("Untethered") (2007)

## Riconoscimenti
- Action On Film International Film Festival
  - 2011 – Candidatura come miglior attore per The Haymaker[2]
- Ft. Lauderdale International Film Festival
  - Star on the Horizon per Local Color
- Independent Spirit Awards
  - 2005 – Special Distiction Award per Mean Creek[3]
- Teen Choice Awards
  - 2000 – Candidatura per Film - Choice Sleazebag per Il sesto senso
- Young Artist Award
  - 1999 – Candidatura per Best Performance in a TV Drama Series - Supporting Young Actor per ER[4]
  - 2000 – Candidatura per Best Performance in a TV Movie or Pilot - Leading Young Actor per Genius[5]
  - 2001 – Candidatura per Best Ensemble in a Feature Film per Il patriota[6]
  - 2002 – Best Performance in a Feature Film - Leading Young Actor per The Glass House[7]

## Doppiatori italiani
Nelle versioni in italiano delle opere in cui ha recitato, Trevor Morgan è stato doppiato da:
- Stefano Onofri in CSI: Miami
- Stefano De Filippis in Off The Black - Gioco forzato
- Stefano Brusa in Law & Order: Criminal Intent
- Flavio Aquilone in Ghost Whisperer - Presenze
- Paolo Vivio in Mental
- Massimo Triggiani in Perception
- Giulio Renzi Ricci in Jurassic Park III